# علاج بالتأين السلبي للهواء
العلاج بالتأين السلبي للهواء هو استخدام مؤينات الهواء كعلاجٍ تجريبي غير صيدلاني لـالاضطراب العاطفي الموسمي (SAD) والاكتئاب.
بالنسبة للاضطراب العاطفي الموسمي، وبعد إجراء تجربة عشوائية موجّهة (RCT) للمقارنة بين معدل التدفق العالي للتأين السلبي للهواء (4.5x1014 أيون/ثانية) ومعدل التدفق المنخفض له (1.7x1011 أيون/ثانية) وبين العلاج بالضوء الساطع، تبين أن نتائج التحسن بعد المعالجة بالضوء الساطع (10000 لوكس) كانت 57.1% مقارنة بالعلاج بالأيونات عالية الكثافة التي حققت 47.9%، فيما حققت الأيونات منخفضة الكثافة 22.7%. كما أظهرت تجربة أخرى عشوائية موجّهة أجراها نفس الباحثين سابقًا أن تأين الهواء يكون مؤثرًا على الاضطراب العاطفي الموسمي بمعدل 2.7x106 أيون/سم3. وقد تناول أحد المقالات المنشورة في 2007 ذلك العلاج باعتباره علاجًا "قيد الاستقصاء"، واقترح أنه من الممكن أن يكون علاجًا مفيدًا للاضطراب العاطفي الموسمي.
أظهرت تجربة عشوائية موجّهة تم إجراؤها للمقارنة بين الآثار قصيرة المدى للعلاج بالضوء الساطع والتحفيز السمعي والأيونات السالبة عالية الكثافة ومنخفضة الكثافة على الحالة المزاجية والانتباه عند البالغين الذين يعانون من الاكتئاب الخفيف والذين لا يعانون منه أن المحفزات الثلاثة النشطة، فيما عدا العلاج الوهمي منخفض الكثافة، تعمل على خفض حدة الاكتئاب بحسب مقياس بيك لتقدير الاكتئاب؛ حيث يؤدي كل من التحفيز السمعي والضوء الساطع والأيونات عالية الكثافة إلى حدوث تغييرات سريعة في الحالة المزاجية، بـأحجام تأثيرية صغيرة إلى متوسطة لدى من يعانون من الاكتئاب ومن لا يعانون منه.
يقترح مايكل تيرمان، أستاذ علم النفس الإكلينيكي بقسم الطب النفسي في جامعة كولومبيا، والذي أجرى دراستين على الاضطراب العاطفي الموسمي، أن الآلية المسؤولة عن تأثير ذلك العلاج على الاضطراب العاطفي الموسمي يتمثل في أن أجهزة الأيونات السلبية التي يستخدمها في دراساته مصممةً لمحاكاة أجواء تشبه الصيف عن طريق العمل على تشتيت أيونات الشتاء. ولكنه أكد على أنه برغم أن أجهزة تقنية الهواء تستخدم تقنية الأيونات السالبة، إلا أن جرعة الأيونات التي تصل عن طريق جهاز تنقية الهواء التقليدي تكون ضئيلة للغاية بشكل لا يجعل لها $1أي تأثير مضادٍ للاكتئاب. واعتبارًا من عام 2009، لا تزال مولدات الأيونات السالبة المستخدمة تمر بـالمرحلة الثانية من التجارب الإكلينيكية متعددة المراكز.
كشفت دراسة عشوائية منفصلة موجّهة بالعلاج الوهمي تم نشرها في مايو 2010 أن الاختلاف بين العلاج بالأيون عالي الكثافة وبين العلاج الوهمي (الضوء الأحمر الخافت والأيونات منخفضة الكثافة) لم يكن ذا دلالة إحصائية. وكانت نتيجة تلك الدراسة أن العلاج بالضوء الأبيض الساطع أكثر تأثيرًا بشكلٍ ملحوظٍ من العلاج بالأيونات السلبية وذلك في علاج الاضطراب العاطفي الموسمي (SAD).